# Annales Zoologici
Annales Zoologici (viết tắt: Ann. Zool.) là một tạp chí khoa học và công nghệ được xuất bản bởi Bảo tàng và Viện Động vật học, Viện Hàn lâm Khoa học Ba Lan từ năm 1921. Các lĩnh chính của tạp chí bao gồm: Khoa học nông nghiệp và sinh học, hệ sinh thái, tiến hóa, tập tính sinh học, hệ thống phân loại sinh học. Tạp chí xuất bản bốn số trong một năm, và ngôn ngữ chính là tiếng Anh.

## Mã số xuất bản
- ISSN: 0003-4541 (bản in)
- eISSN: 1734-1833 (bản điện tử)
- GICID: 71.0000.1500.4865
- DOI: 10.3161
- Nhà xuất bản:  Bảo tàng và Viện Động vật học[1], Viện Hàn lâm Khoa học Ba Lan.

## Chỉ số ảnh hưởng của Tạp chí
- Chỉ số IF (Journal Impact Factor) năm 2019: 0.888[3]
- Chỉ số sự ảnh hưởng của từng bài báo (Article Influence) năm 2019: 0.269[3]
- Chỉ số SJR (Scimago Journal Rank) năm 2019: 0.554[3]
- Chỉ số SNIP (Source Normalized Impact per Paper) năm 2019: 0.811[3]
- Chỉ số Scopus CiteScore năm 2019: 1.90[3]
- Chỉ số H Index năm 2019: 26[4]
- Danh mục tạp chí SCIE năm 2019: Nhóm Q2[4]
- Annales Zoologici được lập chỉ mục dữ liệu khoa học tạp chí ở: ICI Journals Master List/ICI World of Journals, Scopus, Worldcat, BIOSIS Preview/BIOSIS, ISI Web of Science (WoS), Zoological Record, AGRO, Biological Abstracts, Google Scholar[5]

## Ban biên tập[6]
- Tổng biên tập: Dariusz Iwan
- Phó tổng biên tập: Wioletta Tomaszewska
- Trợ lí biên tập: Marcin Jan Kamińsk

## Trang web của Tạp chí
- https://miiz.waw.pl/pl/wydawnictwa/annales-zoologici